# لباس سفید مریلین مونرو
مریلین مونرو در سال ۱۹۵۵ در فیلم خارش هفت ساله به کارگردانی بیلی وایلدر، کارگردان اتریشی لباس سفیدی پوشیده بود. این لباس توسط طراح لباس ویلیام تراویلا ساخته شد و در شناخته شده‌ترین صحنه فیلم استفاده شد. تصویر آن و او در بالای درپوش هوا مترو به عنوان یکی از نمادین‌ترین تصاویر قرن بیستم توصیف شده‌است.

## تاریخ

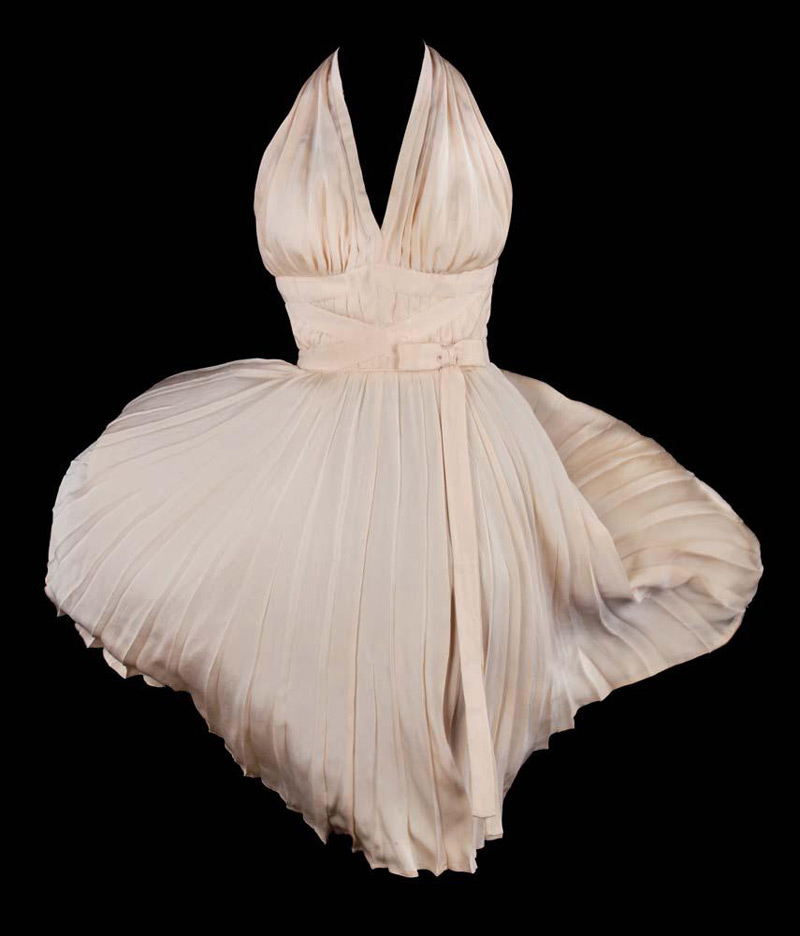
لباس کوکتیل عاجی رنگ روشن.

طراح صحنه و لباس ویلیام تراویلا، معروف به تراویلا، برای کارش در ماجراهای دن خوان در سال ۱۹۴۸ برنده جایزه اسکار شد. در سال ۱۹۵۲، در فاکس قرن بیستم، او همکاری با مونرو را برای فیلم زحمت در زدن به خودت نده را آغاز کرد. این طراح لباس‌های او را برای هشت فیلم طراحی کرد. در سال ۱۹۵۴، زمانی که همسرش دونا دریک در تعطیلات بود، لباس سفید مونرو را طراحی کرد. طبق کتاب Hollywood Costume: Glamour! Glitter! Romance! نوشته دیل مک‌کوناتی و دایانا وریلند، او در عوض آن را از فروشگاه خرید.
این لباس کوکتیل در سکانس «خارش هفت ساله» نمایش داده می‌شود که در آن مونرو و بازیگر نقش اول تام ایول از تئاتر خیابان ۵۲ ترانس لوکس در خیابان لکسینگتون خارج می‌شوند، که به‌تازگی فیلم موجودی از باتلاق سیاه را تماشا کرده بودند. وقتی صدای مترو را می‌شنوند که از زیر درپوش پیاده‌رو می‌گذرد، او روی آن قدم می‌گذارد و می‌پرسد "وای، نسیم مترو را حس می‌کنی؟" همان‌طور که باد لباس را بالا می‌برد و پاهای او را آشکار می‌کند.
این صحنه قرار بود ساعت ۱:۰۰ در خیابان خارج از ترانس لوکس در ۱۵ سپتامبر ۱۹۵۴ فیلمبرداری شود. مونرو و دوربین‌های فیلم کنجکاوی صدها طرفدار را جلب کردند، بنابراین کارگردان بیلی وایلدر این سکانس را در مجموعه ای در فاکس قرن بیستم بازسازی کرد. این صحنه با رویدادی مشابه در فیلم کوتاه ۱۹۰۱، آنچه در خیابان بیست و سوم، شهر نیویورک اتفاق افتاد، مقایسه شد. تصویر گرفتته شده در این سکانس یکی از تصاویر نمادین کل قرن بیستم نامیده شد.
پس از مرگ مونرو در سال ۱۹۶۲، تراویلا لباس را با بسیاری از لباس‌هایی که برای او ساخته بود بایگانی کرد تا جایی که شایعه شد مجموعه او گم شده‌است. پس از مرگ او در سال ۱۹۹۰، لباس‌ها توسط همکارش بیل ساریس به نمایش گذاشته شد. این فیلم به مجموعه خصوصی یادگاری‌های هالیوود متعلق به دبی رینولدز در موزه فیلم سینمایی هالیوود پیوست. در سال ۲۰۱۱، کل مجموعه در یک حراجی که از ۱۸ ژوئن آغاز شد، به فروش گذاشته شد. پیش‌بینی می‌شد این مجموعه بین ۱ تا ۲ میلیون دلار فروخته شود، اما ۵٫۶ میلیون دلار با پورسانت ۱ میلیون دلاری به فروش رسید.
این لباس همچنین توسط روکسان آرلن بازیگر در فیلم Bachelor Flat در سال ۱۹۶۲ پوشیده شد.

## طرحی

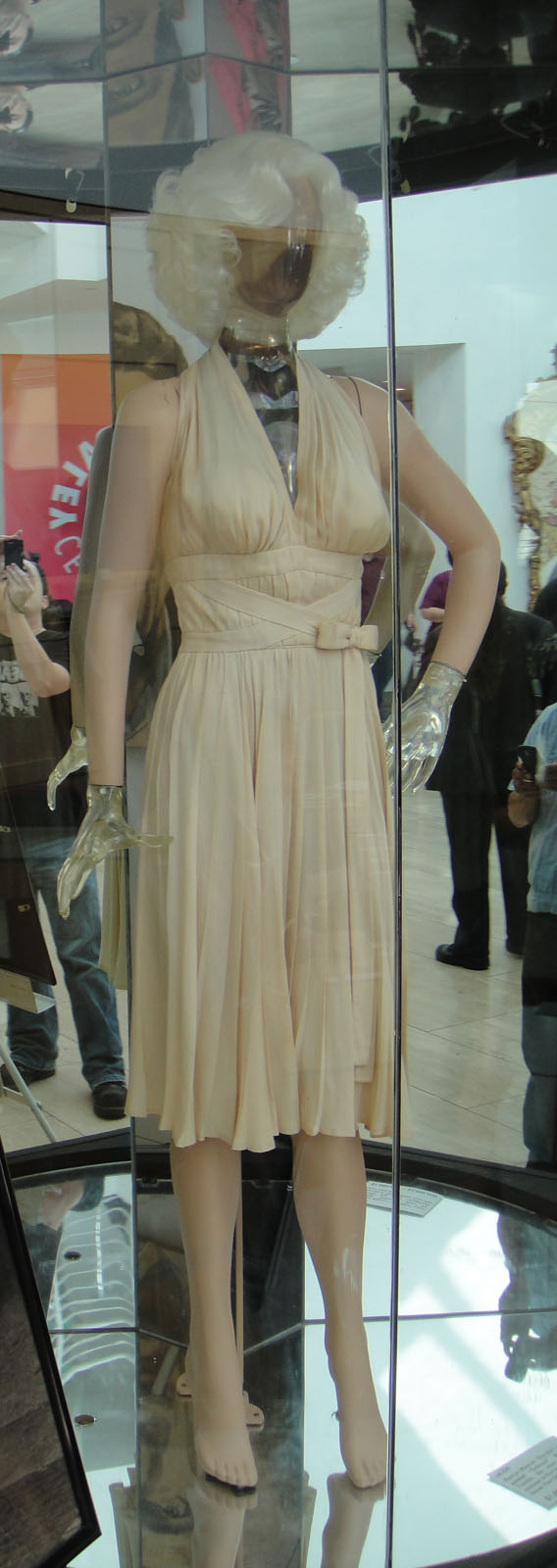
لباس چین‌دار عاجی مرلین مونرو

این لباس یک لباس کوکتل عاجی رنگ روشن یا ابریشمی رنگ به سبکی که در دهه‌های ۱۹۵۰ و ۱۹۶۰ مد بود ساخته شده‌است. نیم تنه مانند کمربند دارای یک یقه فرورفته است و از دو تکه پارچه استات سلولز چین دار نرم که در آن زمان نوعی ابریشم مصنوعی به حساب می‌آمد ساخته شده‌است که در پشت گردن به هم می‌رسند و بازوها، شانه‌ها و پشت را به نمایش می‌گذارند و کمربند نواری که زیر سینه‌ها قرار دارد وصل می‌شود. کمربند نرم و باریکی به دور نیم تنه پیچیده شده بود، به صورت ضربدری در جلو و سپس به شکل کمانی کوچک دور در کمر، در جلو و در سمت چپ بسته می‌شد. در زیر کمر یک دامن چین دار نرم وجود دارد که تا وسط ساق پا یا زیر ساق پا می‌رسد. یک زیپ در پشت و دکمه‌های کوچک در پشت کمربند وجود دارد.

## بازخوردها
گفته می‌شود شوهر مونرو در زمان فیلمبرداری فیلم، جو دی ماجیو از این لباس متنفر بود، اما این یکی از عناصر محبوب میراث مونرو است. در سال‌های پس از مرگ مونرو، تصاویری از او با لباس سفید در بسیاری از الگوها، بازنمایی‌ها و تصاویر پس از مرگ این بازیگر نمایش داده شد. به عنوان مثال، یک لباس گچی مشابه لباس کامل از مونرو در صحنه کلیدی در فیلم تامی (۱۹۷۵) ساخته کن راسل نمایش داده شد.
حتی در اواخر قرن بیستم و در طول قرن بیست و یکم در سینما الگوبرداری شده‌است. فیونا در شرک ۲ (۲۰۰۴)، ایمی پولر در تیغ شهرت (۲۰۰۷) و آنا فاریس در خانه خرگوشی (۲۰۰۸) از جمله نمونه‌هایی هستند که از این لباس الگو گرفته و استفاده کردند. در فیلم زن سرخ‌پوش (۱۹۸۴)، کلی لو براک همان صحنه مشهور مونرو را اما با لباس قرمز تکرار می‌کند.
وب سایت مجله گلامور این لباس را به عنوان یکی از مشهورترین لباس‌های تاریخ طبقه‌بندی کرده‌است. در یک نظرسنجی مشابه که توسط Cancer Research UK انجام شد، این لباس در جایگاه نخست در لحظات نمادین مشهور مد در تمام دوران شناخته شد.

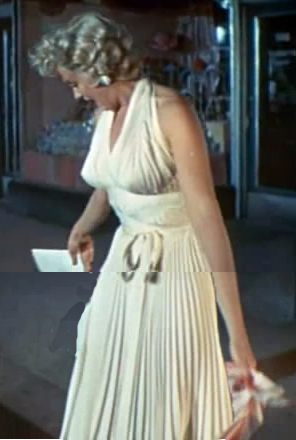
مونرو در تریلر فیلم
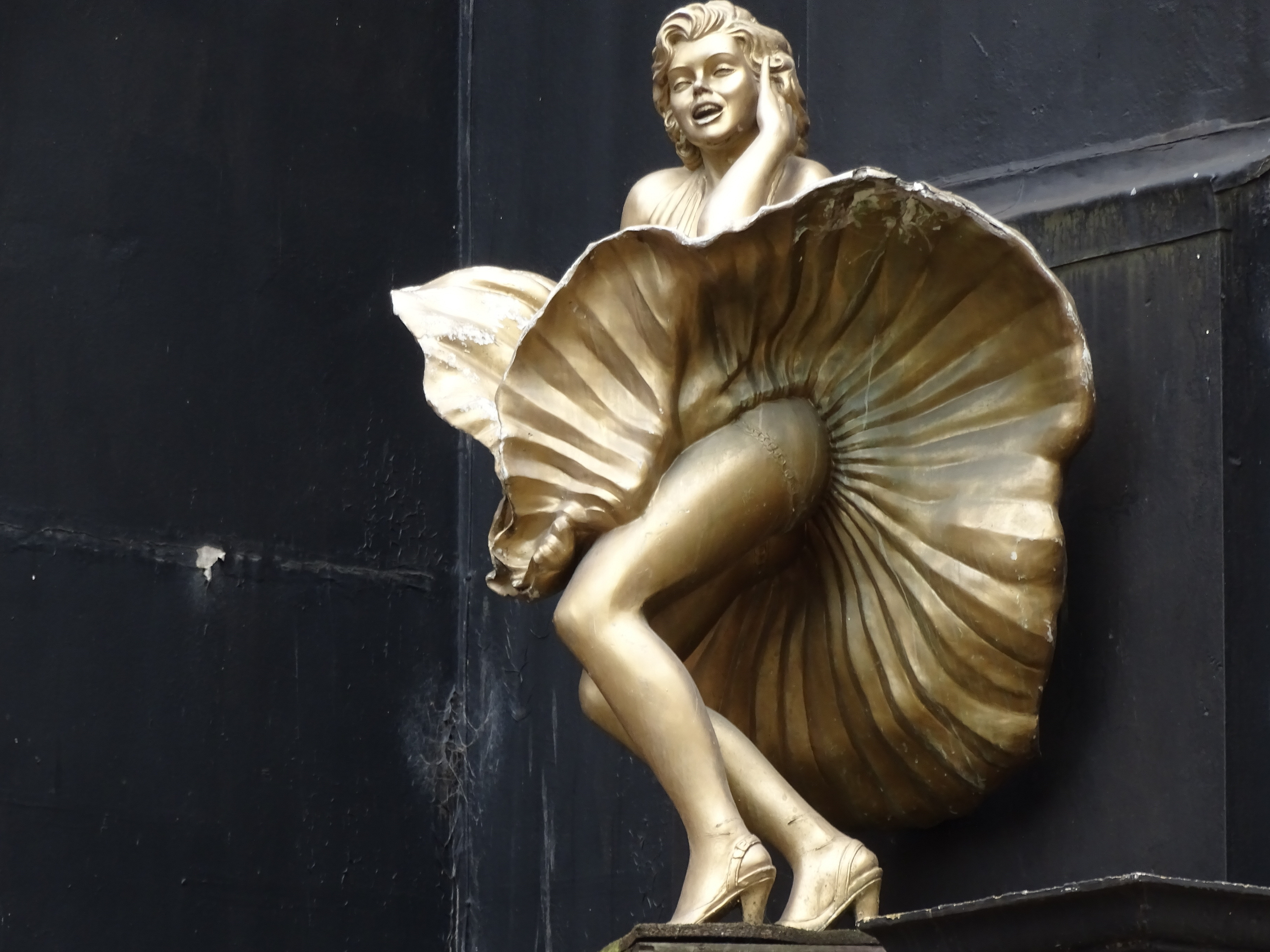
مجسمه مونرو در بیرمنگام انگلستان